# Mark Salling
Mark Wayne Salling (Dallas, Texas; 17 de agosto de 1982-Los Ángeles, California; 30 de enero de 2018) fue un actor y músico estadounidense, conocido por interpretar al personaje de Noah «Puck» Puckerman en la comedia musical Glee de la cadena Fox.

## Biografía
Mark Salling nació en Dallas, Texas el 17 de agosto de 1982. Era el menor de dos hermanos. Su madre, Candy, era secretaria en una escuela, y su padre John Robert Salling Jr, contable. Fue educado en casa en sus primeros años, y posteriormente asistió a la Escuela Cristiana Providencia. También asistió a la Academia Militar Culver, aunque no se graduó. Durante la secundaria fue miembro del equipo de lucha libre y del equipo de baloncesto del instituto Lake Highlands, donde se graduó en 2001. Participó en concursos de talento en la escuela.
Después de graduarse en la escuela secundaria, asistió a la Academia de Música de Los Ángeles, en Pasadena, California. Allí comenzó a estudiar guitarra mientras daba clases para ganarse la vida.
Salling actuó en películas como Children of the Corn IV: The Gathering y The Graveyard. Además, actuó en un episodio de Walker, Texas Ranger. Él interpretó el papel de Noah Puckerman en la serie Glee de la cadena estadounidense Fox, en donde obtuvo su popularidad. 

### Carrera musical
Salling cantaba, escribía, producía su propia música y tocaba el piano, la guitarra, el bajo y la batería. Su proyecto en solitario, bajo el nombre artístico de Jericho, se publicó el 8 de febrero de 2008 en Registros Jericó. Su primer sencillo fue «Smoke signals». 
En la serie Glee realizó una versión de la canción «Sweet Caroline», original de Neil Diamond. También ha interpretado «Only the good die young», «Beth», «Good Vibrations» o «The Lady Is a Tramp», junto a Amber Riley, que interpreta a Mercedes Jones en la misma serie.
Durante el rodaje, Salling escribió una canción y creó un vídeo llamado «Chillin' en Glee», que contó con la participación de sus compañeros de reparto.
En 2010 lanzó su segundo álbum llamado "Pipe Dreams".

## Controversia
El 29 de diciembre de 2015 fue arrestado por posesión de pornografía infantil. Sin embargo, fue liberado horas después, ya que pagó 20 000 dólares de fianza. Tras dos años de procesos judiciales, en diciembre de 2017 se declaró culpable, arriesgando una pena de 4 a 7 años en prisión.

## Muerte
Salling murió el 30 de enero de 2018, a la edad de 35 años, en Los Ángeles debido a asfixia por ahorcamiento. Su cuerpo fue encontrado seis horas después de ser reportado desaparecido, colgado de un árbol cerca de su casa de Sunland, en el Valle de San Fernando,.

## Filmografía

### Cine
| Año  | Título                                 | Rol                            | Notas                            |
| ---- | -------------------------------------- | ------------------------------ | -------------------------------- |
| 1996 | Children of the Corn IV: The Gathering | James Rhodes                   | Película directamente para vídeo |
| 2006 | The Graveyard                          | Eric                           | Película directamente para vídeo |
| 2011 | Glee: The 3D Concert Movie             | Noah "Puck" Puckerman/Él mismo |                                  |

### Televisión
| Año       | Título               | Rol                   | Notas |
| --------- | -------------------- | --------------------- | --- |
| 1999      | Walker, Texas Ranger | Billy                 | Episodio: "Rise To The Occasion" |
| 2009–2015 | Glee                 | Noah "Puck" Puckerman | Elenco principal (temps. 1–4) Papel recurrente (temps. 5–6); 81 episodios Screen Actors Guild Award for Outstanding Performance by an Ensemble in a Comedy Series (2009) Nominado—Screen Actors Guild Award for Outstanding Performance by an Ensemble in a Comedy Series (2010) Nominado—Screen Actors Guild Award for Outstanding Performance by an Ensemble in a Comedy Series (2011) Nominado—Screen Actors Guild Award for Outstanding Performance by an Ensemble in a Comedy Series (2012) Nominado—Teen Choice Award for Choice TV: Breakout Star Male (2010) Nominado—Teen Choice Award for Choice Music: Group (2010) (compartido con Glee Cast) Nominado—Choice TV: Scene Stealer Male (2011) |
| 2010      | The X Factor         | Él mismo              | Invitado |
| 2011      | The Glee Project     | Él mismo              | Episodio: "Sexuality" |
| 2014      | Rocky Road           | Harrison Burke        | Película para televisión |

## Premios
| Año  | Premio             | Categoría            | Trabajo | Resultado |
| ---- | ------------------ | -------------------- | ------- | --------- |
| 2010 | Teen Choice Awards | Revelación masculina | Glee    | Nominado  |